# Claude Ferragne
Claude Ferragne, född 14 oktober 1952, död 7 juli 2024, var en friidrottare från Kanada. Han deltog vid olympiska sommarspelen 1976.